# المكحلة (وعاء تقليدي)
المكحلة؛ وعاء تقليدي يستعمل لحفظ الكحل.

## أنواعها ومواصفاتها
تصنع المكحلة من الفضة أو الجلد أو عظام الحيوانات وتتميز بالآتي:
- المكحلة المصنوعة من الجلد: على هيئة حقيبة صغيرة، وتصنع من الجلد المنزوع من رجل الحيوان.
- المكحلة المصنوعة من الفضة: تكون اسطوانية الشكل ولها غطاء ومرود، وتتميز بالزخارف.
- المكحلة المصنوعة من عظام الحيوانات: اسطوانية الشكل ولها قاعدة مستديرة. يكون الجزء الاسطواني مصنوعًا من العظم، والجزء السفلي المستدير يكون مصنوعًا من الطين ويزخرف الجزء السفلي منها بالخرز.[2]

## ملحقات المكحلة
- تلحق المكحلة بالمرود وهو عود صغير يكحل به العين، ويكون إما من المعدن أو الخشب أو العظم، ويتصل المرود بالمكحلة إما بحزام من الجلد أو بسلسة من المعدن كالفضة.
- تلحق المكحلة أيضًا بالأهداب الصوفية أو الجدائل الجلدية مع الخرز والزخارف للزينة.[2]

## وصلات خارجية
- تعرف على أنواع الكحل العماني والأقوال المأثورة التي قيل عنه
- صناعة المكحلة التقليدية